# Lophoptera xista
Lophoptera xista är en fjärilsart som beskrevs av Swinhoe 1893. Lophoptera xista ingår i släktet Lophoptera och familjen nattflyn. Inga underarter finns listade i Catalogue of Life.